# Не говорите мне о нём
«Не говорите мне о нём» — романс композитора Марии Петровны Перроте, созданный в 1909 году.

## История романса
Автор стихов и музыки романса — Мария Петровна Исакова (по мужу Перроте). Многие[кто?] знают романс под названием «Он виноват». В дальнейшем его стали называть по первым строкам «Не говорите мне о нём».
Ст.[что?] 15, как правило, в другой редакции: «Всё в прошлом, прошлое всё в нём». Есть дворовые обработки — см.[куда?] «Я молода, но жить устала…». Запись на пластинку — Ногинский и Апрелевский заводы, 1939 г.

## Исполнение песни
- Исполнители романса «Не говорите мне о нём» («Он виноват»): Тамара Церетели (1900—1968), Яна Грей, Валентина Пономарёва, Анна Герман, Жанна Бичевская на YouTube
- Галина Кретова в фильме «Жизнь и смерть дворянина Чертопханова» (режиссёр В.Туров, 1971)"  на YouTube